# 加里·伯根
加里·迪恩·伯根（英語：Gary Dean Bergen，1932年7月16日—2010年7月27日），美国NBA联盟前职业篮球运动员。